# 421 Zähringia
A 421 Zähringia (ideiglenes jelöléssel 1896 CZ) a Naprendszer kisbolygóövében található aszteroida. Maximilian Franz Joseph Cornelius Wolf fedezte fel 1896. szeptember 7-én.